# Beddington (Maine)
Beddington – miasto w Stanach Zjednoczonych, w stanie Maine, w hrabstwie Washington.